# Rendezett tanácsú városok listája
A rendezett tanácsú városok száma Magyarországon 1886-ban (Horvát-Szlavónországgal) 123, (Horvát-Szlavónország nélkül) 1891-ben 106, 1912-ben 112, 1920-ban pedig (a régi területen) 125.
A trianoni békeszerződés utáni területen 1920-ban 33, 1929-ben pedig 45 rendezett tanácsú város volt.

## 1886
1. Abrudbánya
2. Aranyosmarót
3. Bakabánya
4. Bártfa
5. Bazin
6. Beregszász
7. Beszterce
8. Besztercebánya
9. Brassó
10. Breznóbánya
11. Bród
12. Carlopago
13. Cegléd
14. Csíkszereda
15. Dés
16. Déva
17. Dobsina
18. Eger
19. Eperjes
20. Érsekújvár
21. Erzsébetváros
22. Esztergom
23. Fehértemplom
24. Felsőbánya
25. Felvinc
26. Gölnic
27. Gyöngyös
28. Gyula
29. Gyulafehérvár
30. Hajdúböszörmény
31. Hajdúhadház
32. Hajdúnánás
33. Hajdúszoboszló
34. Hátszeg
35. Igló
36. Jászberény
37. Jolsva
38. Kaposvár
39. Karánsebes
40. Karcag
41. Karlóca
42. Késmárk
43. Kézdivásárhely
44. Kiskunfélegyháza
45. Kiskunhalas
46. Kismarton
47. Kisújszállás
48. Kisszeben
49. Kolozs
50. Korpona
51. Kostajnica
52. Körmöcbánya
53. Kőrös
54. Kőszeg
55. Kunhegyes
56. Kunszentmárton
57. Leibic
58. Léva
59. Libetbánya
60. Losonc
61. Lőcse
62. Lugos
63. Makó
64. Máramarossziget
65. Medgyes
66. Mezőtúr
67. Miskolc
68. Modor
69. Munkács
70. Nagybánya
71. Nagybecskerek
72. Nagyenyed
73. Nagykanizsa
74. Nagykároly
75. Nagykőrös
76. Nagyrőce
77. Nagyszeben
78. Nagyszombat
79. Nyíregyháza
80. Nyitra
81. Ólubló
82. Pápa
83. Pétervárad
84. Podolin
85. Poprád
86. Rimaszombat
87. Rozsnyó
88. Ruma
89. Ruszt
90. Segesvár
91. Sepsiszentgyörgy
92. Somorja
93. Szakolca
94. Szamosújvár
95. Szászrégen
96. Szászsebes
97. Szászváros
98. Szávaszentdemeter
99. Székelyudvarhely
100. Szentendre
101. Szentes
102. Szepesbéla
103. Szepesolaszi
104. Szepesváralja
105. Szepesszombat
106. Szilágysomlyó
107. Szolnok
108. Szombathely
109. Torda
110. Trencsén
111. Túrkeve
112. Újbánya
113. Ungvár
114. Vác
115. Vajdahunyad
116. Veszprém
117. Vinga
118. Vízakna
119. Zalaegerszeg
120. Zenta
121. Zilah
122. Zimony
123. Zólyom

## 1913
1. Abrudbánya
2. Bártfa
3. Bazin
4. Beregszász
5. Beszterce
6. Besztercebánya
7. Brassó
8. Breznóbánya
9. Csíkszereda
10. Cegléd
11. Dés
12. Déva
13. Dicsőszentmárton
14. Dobsina
15. Eger
16. Eperjes
17. Érsekújvár
18. Erzsébetváros
19. Esztergom
20. Fehértemplom
21. Felsőbánya
22. Fogaras
23. Gölnicbánya
24. Gyergyószentmiklós
25. Gyöngyös
26. Gyula
27. Gyulafehérvár
28. Hajdúböszörmény
29. Hajdúnánás
30. Hajdúszoboszló
31. Hátszeg
32. Igló
33. Jászberény
34. Jolsva
35. Kaposvár
36. Karánsebes
37. Karcag
38. Késmárk
39. Kézdivásárhely
40. Kiskunfélegyháza
41. Kiskunhalas
42. Kismarton
43. Kisszeben
44. Kisújszállás
45. Kolozs
46. Korpona
47. Körmöcbánya
48. Kőszeg
49. Leibic
50. Léva
51. Losonc
52. Lőcse
53. Lugos
54. Magyarkanizsa
55. Makó
56. Máramarossziget
57. Medgyes
58. Mezőtúr
59. Modor
60. Munkács
61. Nagybánya
62. Nagybecskerek
63. Nagyenyed
64. Nagykanizsa
65. Nagykároly
66. Nagykikinda
67. Nagykőrös
68. Nagyrőce
69. Nagyszeben
70. Nagyszombat
71. Nyíregyháza
72. Nyitra
73. Pápa
74. Poprád
75. Rimaszombat
76. Rózsahegy
77. Rozsnyó
78. Ruszt
79. Sátoraljaújhely
80. Segesvár
81. Sepsiszentgyörgy
82. Szakolca
83. Szamosújvár
84. Szászrégen
85. Szászsebes
86. Szászváros
87. Székelyudvarhely
88. Szekszárd
89. Szentendre
90. Szentes
91. Szentgyörgy
92. Szepesbéla
93. Szepesolaszi
94. Szepesváralja
95. Szilágysomlyó
96. Szolnok
97. Szombathely
98. Torda
99. Trencsén
100. Túrkeve
101. Újbánya
102. Újpest
103. Ungvár
104. Vác
105. Vajdahunyad
106. Veszprém
107. Vízakna
108. Zalaegerszeg
109. Zenta
110. Zilah
111. Zólyom
112. Zsolna

## A trianoni békeszerződés után
1920-ban Magyarország trianoni békeszerződés utáni területén 33 rendezett tanácsú város volt. Az évtized végéig további 12 település szerezte meg e rangot, beleértve Komáromot, amely a korábbi törvényhatósági jogú város Magyarországon maradt részéből alakult 1923-ban és Hajdúhadházat, ami viszont csak 1924-1934 között volt város. 1929-ben a rendezett tanácsú városok elnevezése megyei városra változott, de ez nem érintette a városok körét.
A listában a név után zárójelben szereplő évszám a rendezett tanácsú várossá alakulás idejét jelöli, ha az 1920 után történt.
1. Balassagyarmat (1923)
2. Békéscsaba
3. Budafok (1926; 1950-ben Budapesthez csatolták)
4. Cegléd
5. Csongrád (1922)
6. Eger
7. Erzsébetfalva (1923; neve 1924-től Pesterzsébet, 1932-től Pestszenterzsébet; 1950-ben Budapesthez csatolták)
8. Esztergom
9. Gyöngyös
10. Gyula
11. Hajdúböszörmény
12. Hajdúhadház (1924; 1935-től ismét nagyközség)
13. Hajdúnánás
14. Hajdúszoboszló
15. Jászberény
16. Kalocsa (1921)
17. Kaposvár
18. Karcag
19. Kiskunfélegyháza
20. Kiskunhalas
21. Kispest (1922; 1950-ben Budapesthez csatolták)
22. Kisújszállás
23. Komárom (1923, Komárom törvényhatósági jogú város Magyarországon maradt részéből)
24. Kőszeg
25. Magyaróvár (1921)
26. Makó
27. Mezőtúr
28. Mohács (1924)
29. Nagykanizsa
30. Nagykőrös
31. Nyíregyháza
32. Pápa
33. Rákospalota (1923; 1950-ben Budapesthez csatolták)
34. Salgótarján (1922)
35. Sátoraljaújhely
36. Szekszárd
37. Szentendre
38. Szentes
39. Szolnok
40. Szombathely
41. Túrkeve
42. Újpest (1950-ben Budapesthez csatolták)
43. Vác
44. Veszprém
45. Zalaegerszeg